# Nizon
Nizon is een dorp in het Franse departement Finistère in Bretagne. Het ligt in de gemeente Pont-Aven, ruim anderhalve kilometer ten noordwesten van het centrum van Pont-Aven, en was vroeger een zelfstandige gemeente. In 1954 fuseerde de gemeente Nizon, die toen ruim 1.800 inwoners telde, met Pont-Aven, dat er ongeveer evenveel had.

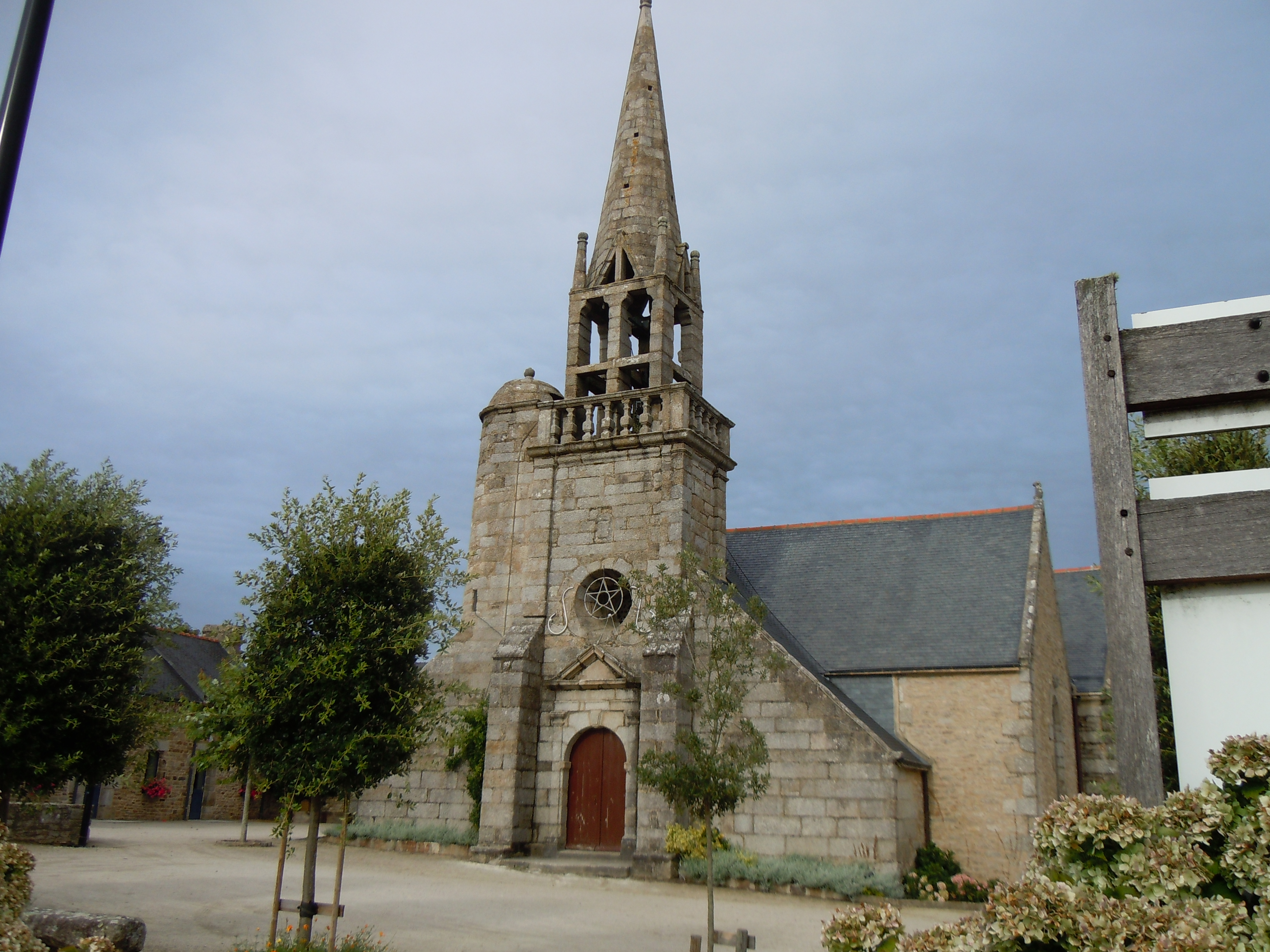
Eglise Saint-Amet

## Bezienswaardigheden
- de Église Saint-Amet. De calvarie bij deze kerk inspireerde Gauguin tot het maken van het schilderij "De groene Christus". Een bezoek aan de kerk bracht hem ook tot het schilderen van "Het visioen na de preek" (ook "De strijd van Jacob met de Engel" genoemd).